# Black, der schwarze Blitz
Black, der schwarze Blitz ist eine Familienserie in 78 Episoden, die zwischen 1990 und 1993 in drei Staffeln produziert wurde. Sie basiert auf dem Jugendbuch von Walter Farley mit dem Titel Blitz, der schwarze Hengst und geht dabei sehr frei mit dem Inhalt um, etwa in der Form, dass lediglich einige Figuren übernommen werden, auf Basis derer eigene Geschichten entwickelt wurden.

## Handlung
Der 17-jährige Jockey Alec Ramsey zieht mit seinem Trainer und Vaterersatz Henry Dailey sowie seinem besten Freund, dem wilden Araberhengst Black, von einem Rennen zum nächsten, wobei sie auf ihren Reisen unterschiedliche Abenteuer erleben, die in 78 Episoden erzählt werden. Alecs Mutter Belle ist nach dem Tode von Alecs Vater alleinerziehend und arbeitet auf der Hopeful Farm, zu der ein Reitstall und der französische Reitlehrer Pierre Chastel gehören. Alec ist der einzige, der das schwarze Pferd zu reiten vermag und dieser verliert nie ein Rennen.
Die Episoden enthalten unterschiedliche Titelsongs unter anderem: You hear it calling, You can’t deny, Cause when it calls, You know you’re gonna fly. It’s all around you, It fills your wings, You and I, we know the wind. It’s you and I together, Racing with the wind, We'll spread our wings, How we're gonna fly. And you and I together, We can find our dreams. You and I we know the wind, You and I we know the wind. You and I together, We can find our dreams. You and I we know the wind, You and I we know the wind.

## Hintergrund
Die Serie, die in Frankreich, Kanada und in Neuseeland gedreht wurde, entstand in Anlehnung an die beiden 1979 und 1983 gedrehten Spielfilme Der schwarze Hengst und Der schwarze Hengst kehrt zurück, in denen Kelly Reno Alec Ramsey verkörpert hatte. Allerdings war dieser dieses Mal nicht für den Part vorgesehen, da er mit 24 Jahren bereits zu alt war, und er aus persönlichen Gründen die Rolle nicht annehmen konnte.
Obwohl Richard Ian Cox mit dieser Rolle bekannt wurde und er im Lauf der drei Jahre dreimal für den Young Artist Award nominiert wurde (einmal erhielt er die Auszeichnung), blieben dennoch der Oscar-nominierte Mickey Rooney und Black die Stars der Serie. Mickey Rooney, der schon in den beiden Spielfilmen die Rolle des Ex-Jockeys und Trainers Henry Dailey verkörperte, wurde 1992 für seine dramatische Hauptrolle bei den Gemini Awards nominiert.